# William John Hamilton
William John Hamilton (Wishaw, 5 luglio 1805 – 27 giugno 1867) è stato un geologo e archeologo inglese.

## Biografia
Era figlio di William Richard Hamilton (1777–1859), studiò presso la Charterhouse School ed in seguito presso l'Università di Göttingen.
Divenne membro della Geological Society of London nel 1831.
Nel 1835 compì un viaggio di studi geologici nel Levante in compagnia di Hugh Edwin Strickland, proseguendo poi da solo attraverso Armenia ed in tutta Asia Minore. 
Questo viaggio fu descritto descritto nel libro Ricerche in Asia Minore, Ponto, e Armenia (1842).
Hamilton fu il primo esploratore a raggiungere la vetta del Monte Erciyes.
Hamilton fu presidente della Geological Society of London tra il 1854 e il 1866. Fu un Membro del Parlamento per il partito conservatore per la città di Newport (Isola di Wight) dal 1841 al 1847. Fece viaggi di studio in Francia ed in Belgio e scrisse un trattato sulle rocce ed i minerali della Toscana, le agata delle cave di Oberstein, e sulla geologia del bacino del Magonza e del distretto di Assia-Kassel (o Hesse-Cassel).